# Агенор
Агенор (грчки: ; превод на српски: „херојски, мушки") је био у грчкој митологији и историји феничански краљ Тира у Либану. Херодот процењује да је Агенор живео нешто пре 2000. п. н. е.

## Генеалогија
Неки извори тврде да је Агенор био син Посејдона и Либије. Такође се помиње и брат близанац, Бел. Према другим изворима, Агенор је био син Бела и најаде Анхироје.
Извори се такође не слажу ни око Агенорове деце; негде се тврди да су његова деца била Кадмо, Европа, Килик, Феникс и Тасо. Неки извори тврде да је Феникс био Агеноров брат (и Белов син). Агенорова жена се у неким изворима зове Телефаса, Аргиопа, Касиопеја, Епимедуза, и Тиро, по којој је касније и сам град Тир добио име.
У Илијади, међутим, јасно је назначено да је Европа Фениксова кћерка. Хесиод, међутим, тврди да су Кадмо и Европа били Фениксова деца. Према Ферекиду, Килик и Финеј такође су били деца Феникса. Ферекид му такође приписује још једног сина по имену Дорикле.
Многи каснији извори наводе Кадма и Килика као Агенорове синове, и не помињу Феникса. Феникс се врло ретко помиње, а ако се и помиње, онда је то увек у својству Кадмовог и Киликовог брата.
Без обзира да ли се појављује као Агеноров син или брат, његова улога у митологији је ограничена на чињеницу да је наследио очево краљевство и да је дао име Феничанима. Сви извори се слажу да је феничански краљ имао више деце укључујући и два сина, Кадма и Килика, као и кћерку Европу.

## Мит
Зевс је видео Агенорову кћер, Европу како бере цвеће и одмах се заљубио у њу. Зевс се онда претворио у белог бика и отео Европу, и однео ју је на Крит. Онда је открио свој прави идентинтет и тако је Европа постала прва краљица Крита. У међувремену, Агенор је послао Европину браћу, Кадма и Килика, у потрагу за њом, наредивши им да се не враћају без ње. У неким верзијама ове приче, Агенор је послао и осталу Европину браћу — Финеја и Таса (и наравно, Феникса, у верзијама у којима је Агенор Кадмов отац).
Како нису могли да нађу Европу, ни један од браће никад се више није вратио кући Кадмо је питао пророчиште у Делфима шта да ради, и добио је савет да иде напред све док не види краву. Требало је да следи краву и оснује град тамо где би крава легла. Он је тако и урадио и основао је град Тебу у Грчкој. Килик је у својој потрази отишао све до Мале Азије, која је по њему добила име Киликија.

## Агенор и оснивање града
Виргилије назива Картагину Агеноровим градом чиме сугерише да је краљица Дидо Агенорова потомкиња. Немачки филолог Филип Карл Бутман тврди да је право феничанско име Агенора било Chnas или Khna што би било исто што и Ханан. На овим чињеницама, Бутман гради своју хипотезу да је Агенор исто што и Ханан, то јест, Мојсије у књигама. Квинт Курције Руф сматрао је Агенора оснивачем Сидона. Према народном веровању, Агенор је такође увео и феничански алфабет који је касније Кадмо показао Грцима који су га потом узели као основу за своје писмо.